# And I Feel Fine... The Best of the I.R.S. Years 1982-1987
And I Feel Fine... The Best of the I.R.S. Years 1982-1987 è una raccolta del gruppo statunitense R.E.M., pubblicata nel 2006.
La raccolta comprende le canzoni della band pubblicate tra il 1982 e il 1987 quando la band era sotto contratto con la casa discografica I.R.S. Records.
In contemporanea con la raccolta è uscito un DVD col titolo di When the Light Is Mine: The Best of the I.R.S. Years 1982-1987.

## Tracce
Testo e musiche di Bill Berry, Peter Buck, Mike Mills e Michael Stipe.
1. Begin the Begin - 3:29 (da Lifes Rich Pageant)
2. Radio Free Europe - 4:06 (da Murmur)
3. Pretty Persuasion - 3:51 (da Reckoning)
4. Talk About the Passion - 3:22 (da Murmur)
5. (Don't Go Back To) Rockville - 4:33 (versione singolo) (da Reckoning)
6. Sitting Still - 3:18 (da Murmur)
7. Gardening at Night - 3:29 (da Chronic Town)
8. Seven Chinese Bros - 4:15 (da Reckoning)
9. So. Central Rain (I'm Sorry) - 3:15 (da Reckoning)
10. Driver 8 - 3:23 (da Fables of the Reconstruction)
11. Can't Get There from Here - 3:39 (versione singolo) (da Fables of the Reconstruction)
12. Finest Worksong - 3:48 (da Document)
13. Feeling Gravity's Pull - 4:51 (da Fables of the Reconstruction)
14. I Believe - 3:49 (da Lifes Rich Pageant)
15. Life and How to Live It - 4:08 (da Fables of the Reconstruction)
16. Cuyahoga - 4:21 (da Lifes Rich Pageant)
17. The One I Love - 3:17 (da Document)
18. Welcome to the Occupation - 2:47 (da Document)
19. Fall on Me - 2:51 (da Lifes Rich Pageant)
20. Perfect Circle - 3:29 (da Murmur)
21. It's the End of the World as We Know It (And I Feel Fine) - 4:05 (da Document)

## Formazione
- Michael Stipe - voce
- Peter Buck - chitarra
- Mike Mills - basso
- Bill Berry - batteria

## Classifiche
| Classifica (2006)  | Posizione massima |
| ------------------ | ----------------- |
| Belgio (Fiandre)   | 87                |
| Germania           | 80                |
| Italia             | 50                |
| Regno Unito        | 70                |
| Stati Uniti        | 148               |
| Stati Uniti (2 CD) | 116               |